# ГЕС Карун-4
Карун-4 — ГЕС з арочною греблею на річці Карун в провінції Чехармехаль і Бахтиарія, Іран Карун має найвищий стік серед річок Ірану. Мета будівництва греблі Карун-4 — електроенергетика та боротьба з повенями.
Гребля є бетонною подвійної кривизни арочного типу, 230 м заввишки від основи. Проект арочної греблі є ідеальним для греблі, побудованої у вузькій скелястій ущелині за для стримування води у водосховищі. Гребля утримує водосховище з площею 29 км² і об'ємом 2,19 км³.
Перше дослідження для будівництва греблі була проведена у 1995 році і відведення річки почалося у 1997 році. Бетонні роботи почалися в 2006 році, ГЕС почала виробляти електроенергію в листопаді 2010 року. 11 грудня 2010, другий генератор греблі почав функціонувати і був підключений до мережі. Гребля в кінцевому підсумку отримала встановлену потужність 1020 МВт. Гребля офіційно була відкрита 6 липня 2011 президентом Ірану Махмуд Ахмадінежадом.

## Дивись також
- Список ГЕС Ірану
- Карун-4 (водосховище)